# Phoebe Palmer
Phoebe Palmer (* 18. Dezember 1807 in New York City; † 2. November 1874) war seit 1837 eine US-amerikanische methodistische Predigerin, Autorin und Kirchenlieddichterin der Heiligungsbewegung (englisch: Holiness Movement), Aktivistin der Frauenrechte und kämpfte für gerechtere Arbeitsbedingungen und gegen Alkoholmissbrauch. Sie predigte zu etwa 100.000 Menschen in den USA, Kanada, England und Irland, wobei ungefähr 25.000 Personen den christlichen Glauben annahmen. Sie war eine Vorreiterin der Heiligungsbewegung, die trotz persönlicher Schicksalschläge Gott hingegeben war, die 37 Jahre lang die Dienstagstreffen leitete und auch führende Persönlichkeiten der zukünftigen Pfingstbewegung prägte.

## Leben und Wirken
Phoebe Worrell wurde als viertes Kind von Henry Worrell und seiner Frau Dorothea Wade in New York City am 18. oder nach anderen Quellen bereits am 11. Dezember 1807 geboren. Die wohlhabende Familie, die auch Bedienstete hatte, besuchte die Allen Street Methodist Church, denn der Vater stammte aus Yorkshire in England, wo er durch John Wesley Methodist geworden war und von ihm die Mitgliederkarte erhalten hatte. Als junges Mädchen hatte sie ein Bekehrungserlebnis. Im Jahr 1827 heiratete sie den drei Jahre älteren Arzt Walter Clarke Palmer, mit dem sie fortan die Norfolk Street Church besuchte. Im gleichen Jahr begann sie damit, Frauen zu Veranstaltungen zu sich nach Hause einzuladen. Nach dem Tod von drei ihrer damals vier Kinder vollzog sie am 26. Juli 1837 eine ganze Hingabe an Gott, machte erste persönliche Erfahrungen in der Heiligungsbewegung und identifizierte sich fortan mit diesem Frömmigkeitsstil. Bereits ihre Schwester, Sarah Lankford (1806–1896), machte am 21. Mai 1835 eine ähnliche Erfahrung und leitete bis 1840 die Tuesday Meetings For The Promotion of Holiness (deutsch: Dienstagstreffen zur Förderung der Heiligkeit). Sie war vor allem beeinflusst von den Schriften von John Wesley, John William Fletcher und Adam Clarke (1760–1832), wobei die beiden letzteren eine sogenannte Altartheologie, die Ganzhingabe (englisch: entire consecration) des Menschen an Gott, und die Geistestaufe vertraten, die Palmer in ihre Lehre der sofortigen und vollständigen Heiligung (englisch: shorter way of entire sanctification) aufnahm und an den Treffen am Dienstag weitergab. Schon bald war sie gemeinsam mit ihrem Mann eine der treibenden Hauptpersonen dieser Bewegung innerhalb der methodistischen Kirche. Ab 1839 leitete sie methodistische Class meetings (deutsch: Gruppentreffen), die auch Männern offen standen, Thomas Cogswell Upham war einer der ersten Teilnehmer. Im gleichen Jahr sprach sie erstmalig an einem Camp meeting (Feldversammlung). 1840 waren sie als reisende Evangelisten in den USA unterwegs, wo sie in Kirchen, an Konferenzen und bei Treffen im Freien (englisch: camp meetings) predigten und lehrten. Begründet durch ihren Glauben engagierte sie sich für soziale und karitative Projekte und setzte sich auch für Gefangene ein.
1850 wurde auf ihr Bestreben hin die Five Points Mission gegründet, eine Organisation, die Menschen in den Slums der Stadt unterstützte. Sie veröffentlichte Artikel im Guide to Holiness, dem offiziellen Organ der Heiligungsbewegung. In den 1850er Jahren unternahm sie zusammen mit ihrem Mann verschiedene Reisen im Osten der Vereinigten Staaten und nach Hamilton im kanadischen Ontario, um auf Treffen der methodistischen Kirche für die Heiligungsbewegung zu werben. Im Oktober 1857 geschahen Bekehrungen und erweckliche Zustände. Etwa zur gleichen Zeit kam es innerhalb der methodistischen Kirche zu einer breiten Hinwendung zur Heiligungsbewegung, aber auch viele Presbyterianer und Kongregationalisten schlossen sich an.
Von 1859 bis 1863, also auch während des Amerikanischen Bürgerkrieges, verbreiteten Palmers die Lehre der Heiligungsbewegung im Vereinigten Königreich vor viel Publikum und mit großem Erfolg. Durch Phoebe Palmer, James Caughey und Charles Grandison Finney sollen eine Million neue Mitglieder für englische Kirchen gewonnen worden sein. Der Anfang war jedoch schwierig, weil die dortigen Methodisten zuerst einen Bann über die Aktivitäten der Palmers gelegt hatten. Dagegen waren William und Catherine Booth, die Gründer der Heilsarmee, offen für ihre Lehre. Catherine konnte erstmalig an einem Treffen von Phoebe Palmer predigen, wodurch die Basis für die Gleichberechtigung von Mann und Frau in der Heilsarmee gelegt wurde.
Nach ihrer Rückkehr in die USA erwarb ihr Mann 1864 die Zeitschrift Guide to Holiness, sie wurde deren Herausgeberin und die Abonnentenzahl konnte auf 40.000 gesteigert werden. Heiligung, Heilung und etwas später Erfahrungen mit dem Heiligen Geist waren die hauptsächlichen Themen. Auch wurde sie eine Leiterin der National Camp Meeting Association for the Promotion of Holiness. Sie schrieb und veröffentlichte eine Reihe von Büchern, in denen die Themen der Heiligungsbewegung wie Hingabe, Geistestaufe, Nachfolge Christi, Heiligung und das tiefere Leben mit Christus (englisch: deeper life) behandelt wurden. Sie verfasste auch etwa zwanzig Kirchenlieder, so Blessed Bible! how I love thee (deutsch: Gesegnete Bibel, wie ich dich liebe!) und O! when shall I sweep through the gates (deutsch: O wenn ich durch die Himmelstore sause), letzteres erschien 1878 im Liederbuch von Ira Sankey Sankey's Sacred Songs and Solos. Einige Lieder wurden in die deutsche und spanische Sprache übertragen.
Palmer engagierte sie sich für gerechte Löhne von Hausangestellten und in der Abstinenzbewegung. Zudem setzte sie sich für die Rechte von Frauen innerhalb der Kirche ein und vertrat die Ansicht, dass Frauen Zeugnis über ihren christlichen Glauben geben und auch predigen sollten.

## Rezeption und Kritik
Palmer sprach zeit ihres Lebens zu ungefähr 100.000 Menschen, davon fanden etwa 25.000 Personen zum christlichen Glauben. Sie sprach an über 300 Feldversammlungen (englisch: camp meetings), durch ihre Ansprachen wurden teilweise erweckliche Zustände ausgelöst und gegen eine Million Leute fanden Aufnahme in einer christlichen Kirche. Sie betonte die ganze Hingabe des Menschen an Gott, der Glaube, dass Gott ein Heiligungserlebnis bewirke und das öffentliche Bekenntnis dieser Erfahrung. Sie beeinflusste und prägte viele Personen, so auch führende Persönlichkeiten wie Charles Cullis, Adoniram Judson Gordon, John Inskip, A. B. Simpson, Jennie Smith, William Booth und Catherine Booth. Das 1859 von Catherine Booth erschienene Buch Female Ministry war zugleich eine Verteidigungsschrift für Palmer, nachdem sie in Newcastle-upon-Tyne gepredigt hatte, was nicht alle führenden Männer der Heiligungsbewegung akzeptiert hatten. Als Person, die die Heiligkeit, Macht und Gegenwart Gottes stark betont hatte, kann sie auch als Vorreiterin der im 20. Jahrhundert aufkommenden Pfingstbewegung angesehen werden. Die Dienstagstreffen waren auch nach ihrem Tod geistlich wirksame Veranstaltungen, die über die USA hinaus in Kanada, Neuseeland und Indien durchgeführt wurden. 1886 gab es mindestens 238 solcher institutionalisierter Treffen.
Aber nicht alle Methodisten unterstützten ihr geistliches Konzept der ganzen Hingabe und der sofortigen und vollständigen Heiligung, beispielsweise die Theologen Hiram Mattison und Nathan Bangs (1778–1862) hatten Einwände. Mattison kritisierte 1855 in der Zeitschrift Christian Advocate die Machbarkeit ihrer Heiligungslehre. Bangs fand, ihre Lehre sei etwas zu einfach, zu mechanisch und der Heilige Geist würde zu stark vereinnahmt.

## Familie
Im September 1827 heiratete sie den Arzt Walter C. Palmer. Ein erster Sohn, Alexander, kam im September 1828 auf die Welt und starb neun Monate später. Ein zweiter Sohn wurde 1830 geboren und starb sieben Wochen später. 1833 bekam sie Sarah und 1835 Eliza, die um 1837 einem Brand in der Wohnung zum Opfer fiel; 1839 kamen Phoebe und 1842 Walter Camp Jr. zur Welt. Nach dem Tod von Phoebe 1874 heiratete Walter C. Palmer 1876 ihre ältere Schwester Sarah Lankford, die 1896 starb. Die 1839 geborene Tochter Phoebe Palmer Knapp diente auch in der Methodistenkirche und komponierte über 500 Hymnen und schrieb die Musik für Fanny Crosbys Blessed Assurance.

## Schriften (Auswahl)
- The Way of Holiness. A Narrative of Religious Experience Resulting from a Determination to be a Bible Christian, Pantianos Classics, 1843; Palmer & Hughes, New York 1845; Lane & Scott, New York 1849; Schmul Publishers, Salem, Ohio 1988.[22]
- Present to My Christian Friend on Entire Devotion to God, H. V. Degen, 1853 und 1857.
- Faith and Its Effects, Or, Fragments from My Portfolio, 1856 und 1867.
- The Useful Disciple: Or, A Narrative of Mrs. Mary Gardner, 1857.
- The Promise of the Father, or: A Neglected Specialty of the Last Days, H. V. Degan, Boston 1859; Schmul Publishers, Salem, Ohio 1981.
- Sweet Mary, 1862.
- Four years in the Old world; comprising the travels, incidents, and evangelistic labors of Phoebe Palmer and Walter Charles Palmer, 1865; ... of Dr. and Mrs. Palmer in England, Ireland, Scotland, and Wales, Foster and Palmer, 1886
- A Mother's Gift: or, A Wreath for my Darlings, New York 1875.
- Full Salvation: Its Doctrine and Duties, 1883; Schmul Publishers, Salem, Ohio 1981.
- Phoebe Palmer: Selected Writings, herausgegeben von Thomas C. Oden, Paulist Press, New York 1988.